# Bill Mallon
Pour les articles homonymes, voir Mallon.
William James Mallon dit Bill Mallon, né le 2 février 1952 à Paterson dans le New Jersey, est un historien américain spécialiste des Jeux olympiques.

## Biographie
Mallon a écrit plus d’une vingtaine de livres sur les Jeux olympiques. Il a cofondé la Société internationale des historiens olympiques (ISOH) en 1991 et en a été le président à partir de 2000. Pour les Jeux d’Atlanta et de Sydney en 1996 et en 2000, il a été consultant auprès des comités d’organisation. Il a aussi été consultant pour le Comité international olympique. En 2001, il a reçu l’Ordre olympique en argent.
Mallon a aussi été golfeur professionnel dans les années 1970, il a gagné à deux reprises l’open de la Nouvelle-Angleterre en 1976 et en 1977. Dans les tournois majeurs, son meilleur résultat est une 53e place à l’US Open en 1977. Après sa carrière de golfeur, Mallon a été chirurgien orthopédiste.